# Munroa argentina
Munroa argentina är en gräsart som beskrevs av August Heinrich Rudolf Grisebach. Munroa argentina ingår i släktet Munroa och familjen gräs. Inga underarter finns listade i Catalogue of Life.